# راب اشفورد
راب اشفورد (انگلیسی: Rob Ashford؛ زادهٔ ۱۹ نوامبر ۱۹۵۹) کارگردان و طراح رقص اهل ایالات متحده آمریکا است. وی همچنین برندهٔ جوایزی همچون جوایز امی ساعات پربیننده شده‌است.